# Sands Hotel
Sands Hotel – w przeszłości stanowił hotel i kasyno, który funkcjonował przy bulwarze Las Vegas Strip w Las Vegas, w stanie Nevada. Był siódmym obiektem tego typu, który powstał przy Strip. Sands został otwarty 15 grudnia 1952 roku, a jego głównym architektem był Wayne McAllister. 30 czerwca 1996 roku nastąpiło oficjalne zamknięcie kompleksu.
Obecnie w miejscu, w którym w przeszłości znajdował się Sands, istnieje The Venetian.

## Historia
Początkowo Sands był kasynem i niewielkim hotelem. Budynek hotelowy został zaprojektowany przez Wayne’a McAllistera. Pierwotnym właścicielem Sands był Jakie Freedman, inwestor z Houston. W pierwszych latach działalności, Sands stanowił centrum rozrywkowe przy Strip, goszcząc wiele popularnych osobistości. Pod koniec lat 50. XX wieku częstym gościem w Sands był Senator John F. Kennedy, który zjawiał się tam na zaproszenia Franka Sinatry.
Okres największej popularności obiektu przypada na lata 60., bowiem w 1960 roku, w trakcie filmowania obrazu Ocean’s Eleven, jego główne gwiazdy: Frank Sinatra, Dean Martin, Sammy Davis Jr., Joey Bishop i Peter Lawford, występowali wspólnie w klubie nocnym Copa Room w Sands. Uważa się, że właśnie te występy zapoczątkowały Rat Pack. W tamtym okresie Sinatra posiadał również niewielkie udziały w Sands.
W połowie lat 50., czyli w czasie, kiedy Stany Zjednoczone zaczęły promować integrację rasową, Sands dokonał przełomu w Las Vegas, w którym wciąż utrzymywała się silna segregacja. Właściciele hotelu pozwolili bowiem, by Nat King Cole zamieszkał w nim, a także korzystał z kasyna. W latach 60. Sammy Davis Jr. przekonał zarząd Sands do zatrudnienia większej ilości Afroamerykanów, a także do umożliwienia im gier w kasynie.
Gdy w połowie lat 60. nowym właścicielem obiektu został Howard Hughes, architekt Martin Stern Jr zaprojektował nową, 500-pokojową wieżę hotelową, którą wybudowano w 1967 roku. Kirk Kerkorian (MGM) wykupił Sands w 1988 roku. Siedem miesięcy później kolejnymi właścicielami kompleksu zostali Sheldon Adelson, Richard Katzeff, Ted Cutler, Irwin Chafetz i Jordan Shapiro.
W swoich ostatnich latach, Sands stał się zaledwie cieniem dawnej świetności i nie był w stanie konkurować z nowoczesnymi obiektami powstającymi przy Strip. Sheldon Adelson zdecydował o konieczności zamknięcia Sands i budowy nowego resortu. 26 listopada 1996 roku Sands został poddany implozji.

### Muzyka i film
W Sands kręcony był film Ocean’s Eleven z 1960 roku. Z kolei sceny implozji budynku wykorzystano w obrazach Lot skazańców (1997) oraz Cooler (2003).
W Sands zarejestrowano również wiele wydawnictw muzycznych, a wśród nich m.in.: Live at the Sands - An Evening of Music, Laughter and Hard Liquor Deana Martina, Sinatra at the Sands Franka Sinatry, a także The Sounds of '66 i That's All! Sammy’ego Davisa Jr. Ponadto swoje koncertowe albumy w Sands nagrali również Tommy Sands, Nat King Cole i Count Basie.

#### Legendy Copa Room
Największe nazwiska przemysłu muzycznego gościły na scenie Copa Room, klubu nocnego w Sands, nazwanego tak na cześć słynnego Copacabana Club w Nowym Jorku. Wśród nich były m.in.: Judy Garland, Lena Horne, Jimmy Durante, Pat Cooper, Shirley MacLaine, Marlene Dietrich, Tallulah Bankhead, Shecky Greene, Martin and Lewis, Danny Thomas, Bobby Darin, Rich Little, Louis Armstrong, Robert Merrill, Wayne Newton, a także Red Skelton. Za sukcesem Copa Room stał w dużej mierze Antonio Morelli, czyli lider grupy muzycznej, która towarzyszyła na scenie wszystkim artystom występującym w klubie.